# Manoba umbrata
Manoba umbrata är en fjärilsart som beskrevs av Van Eecke 1927. Manoba umbrata ingår i släktet Manoba och familjen trågspinnare. Inga underarter finns listade i Catalogue of Life.